# Кубок России по ралли
Кубок России по ралли — раллийный турнир, включенный во Всероссийский реестр видов спорта (ВРВС) 2012 г.
Кубок России по ралли проводится на основе Регламента,  составленном в соответствии с указанием Министерства спорта Российской Федерации (Минспорт), который определяет порядок организации и проведения Открытого Чемпионата и Кубка России по ралли. Регламент выпускается каждый год.
При проведении соревнований Кубка России по ралли все обладающие Лицензиями РАФ физические и юридические лица должны руководствоваться следующими регламентирующими документами:
- Единая Всероссийская спортивная классификация (ЕВСК);
- Международный Спортивный Кодекс FIA (для международных соревнований);
- Спортивный Кодекс РАФ (СК РАФ);
- Классификация и технические требования к автомобилям, участвующим в спортивных соревнованиях (КиТТ) и приложения к ним;

## Особенности регламента
| № | Зачетные группы (классы) автомобилей   | Зачеты водителей и команд                    |
| - | -------------------------------------- | -------------------------------------------- |
| 1 | 1400Н, 1600Н, 2000Н, 4000Н, Абсолютный | Личный, Абсолютный среди пилотов и штурманов |
| 2 | 1400Н, 1600Н, 2000Н, 4000Н             | Личный Абсолютный среди пилотов и штурманов  |
| 3 | 1400Н, 1600Н, 2000Н, 4000Н, Абсолютный | Командный                                    |

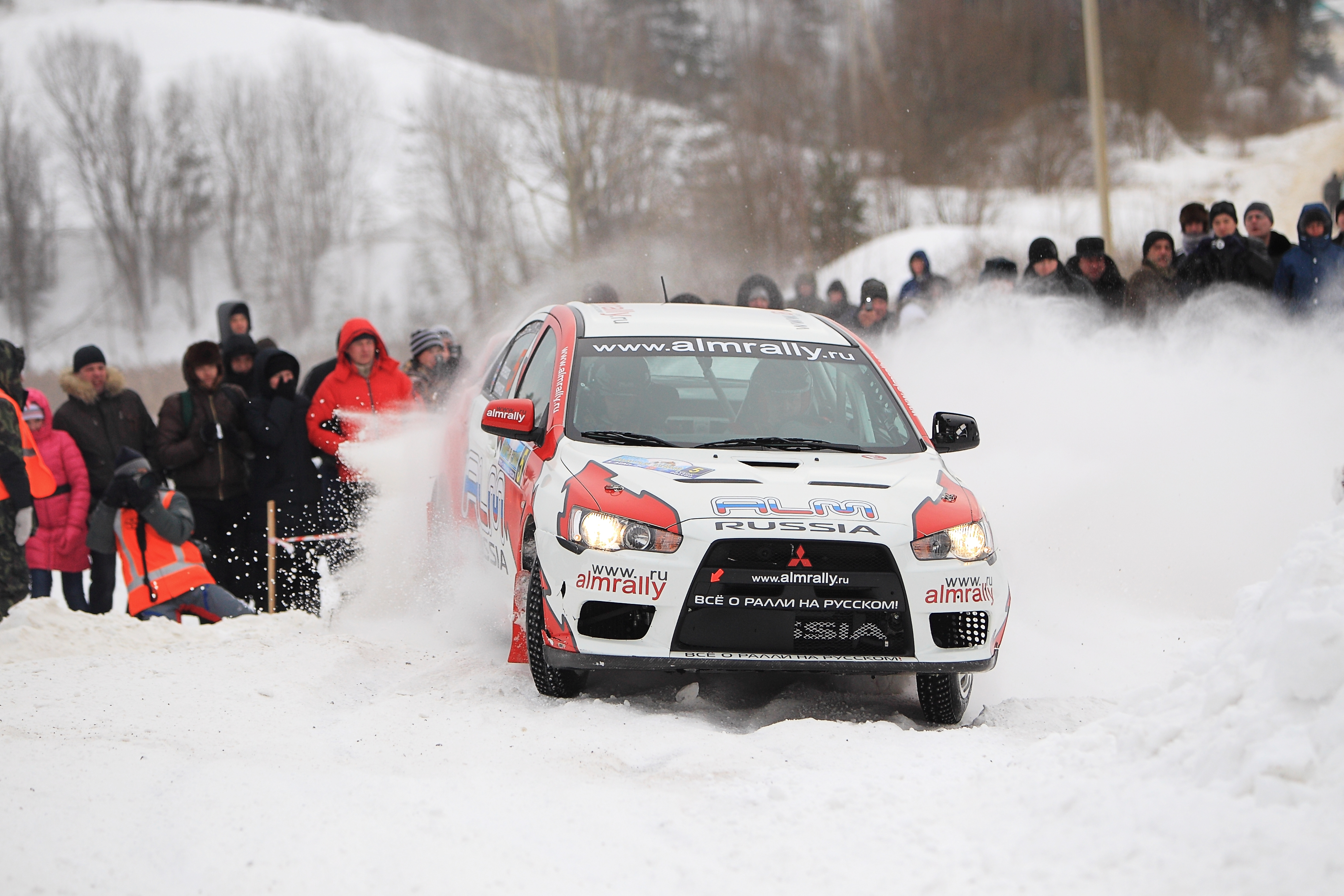
Участник Кубка России по ралли - экипаж М.Лепехов / Е.Новиков на Mitsubishi Lancer Evolution X на зимней трассе 5 этапа Кубка России по ралли

Этапы Кубка России проводятся в соответствии со спортивным календарём РАФ и Единым Календарным планом всероссийских и международных спортивных мероприятий, разработанных на каждый год.
Этапы чемпионата и Кубка России по ралли проводятся отдельно.
Розыгрыш Кубка включает в себя две стадии - предварительную и финальную. Количество этапов в предварительной стадии определяется календарём Кубка, при этом заключительный этап Кубка является финальным.
Считается несостоявшимся этап Кубка России по ралли, если старт в общем зачете этапа приняли менее 10 экипажей.
Этапы  Кубка России по ралли проводятся организаторами соревнований, зарегистрированными Российской Автомобильной Федерацией. Расходы по проведению этапов  Кубка России, включая расходы на проведение инспекций и оплату работы официальных лиц, несет Организатор конкретного этапа.
Кубок России разыгрывается в Абсолютном личном зачете, личных зачетах 1400Н, 1600Н, 2000Н и 4000Н, а также в Командном зачете. Кубок в личных зачетах разыгрывается отдельно среди пилотов и вторых штурманов.
Кубок в абсолютном зачете разыгрывается среди всех пилотов/штурманов.
Результатом Водителя (как пилота, так и штурмана) в любом из зачетов на каждом этапе Кубка являются очки, которые начисляются за 1 – 10 места в абсолютном зачете и в зачетах 1400Н, 1600Н, 2000Н и 4000Н, вне зависимости от количества стартовавших на этапе Экипажей, по шкале:
20 – 15 – 12 – 10 – 8 – 6 – 4 – 3 – 2 – 1.
Для начисления очков за занятые места не учитываются в итоговых классификациях зачетов на этапах Кубка результаты экипажей, не участвующих в данных зачетах в соответствии с вышеприведенными пунктом Регламента. Места остальных экипажей для начисления очков в этом случае определяются «со сдвигом».
Итоговым результатом пилота в Кубке является сумма очков, полученных им:
- не более чем на четырех предварительных этапах Кубка;
- на финальном этапе Кубка
- при равенстве итоговых результатов в Кубке у двух и более пилотов или штурманов, высшее место занимает пилот/штурман, занявший высшее место на финальном этапе Кубка;
- если эти пилоты/штурманы не получили классификации или разделили места на финальном этапе Кубка, высшее место занимает пилот/штурман, занявший большее число высших мест (первых, затем вторых, третьих и т.д. при этом учитываются все показанные результаты, а не только вошедшие в зачет) в данном зачете на предварительных этапах Кубка;
- при дальнейшем равенстве - пилот/штурман, занявший высшее место на более позднем этапе Кубка.

## Победители
| Сезон | Обладатель Кубка     | Автомобиль                                        |
| ----- | -------------------- | ------------------------------------------------- |
| 2012  | Григорий Трегубов    | Mitsubishi Lancer EVO-VII                         |
| 2011  | Геннадий Брославский | Mitsubishi Lancer EVO-IX, X                       |
| 2010  | Дмитрий Тагиров      | Mitsubishi Lancer EVO-IX                          |
| 2009  | Борис Зимин          | Mitsubishi Lancer Evo IX                          |
| 2008  | Андрей Трухин        | Subaru Impreza WRX STI                            |
| 2007  | Алексей Церлюкевич   | Subaru Impreza N11                                |
| 2006  | Евгений Новиков      | Subaru Impreza N9/N12 / Mitsubishi Lancer Evo VII |
| 2005  | Владимир Лелеков     | Mitsubishi Lancer Evo VI/VII                      |
| 2004  | Михаил Лепехов       | Mitsubishi Lancer Evo VII                         |
| 2003  | Евгений Аксаков      | Mitsubishi Lancer Evo VII                         |
| 2002  | Андрей Курмашев      | Mitsubishi Lancer Evo VII                         |
| 2001  | Максим Новиков       | Mitsubishi Lancer Evo VI                          |
| 2000  | Тимофей Воробьев     | ВАЗ-Лада 21083                                    |
| 1999  | Владимир Туров       | ВАЗ-Лада 21083 4х4                                |

## Требования
- Дистанция ралли - этапа Кубка России, как официального соревнования РАФ, должна включать в себя специальные участки (СУ) суммарной протяженностью не менее  80 км. Отклонения от этого правила допускаются только по решению Комитета ралли.
- Протяженность одного СУ не может составлять менее 2 км и более 45 км. Отдельные СУ могут повторяться полностью или частично, однако использование одного и того же участка дороги для проведения СУ более 2-х раз в течение одного дня ралли не рекомендуется.
- Разрешается проведение СУ на одном участке дороги, но в разных направлениях, не более двух раз в каждом направлении в течение ралли (за исключением «супер-специальных» участков, организованных в виде карусельных гонок).
- Не разрешается без согласования Комитета ралли РАФ проведение СУ протяженностью более 15 км до проведения первого регруппинга, во время которого должен быть изменен порядка старта.
- Дорожное покрытие на всех скоростных участках ралли должно иметь одинаковый характер – или только асфальт, или только гравий/грунт, или только снег/лед. Исключение на отдельных СУ могут составить короткие (суммарной протяженностью не более 5% от протяженности данного СУ) одиночные отрезки с изменяющимся покрытием дорожного полотна. Отклонения от этого правила допускаются только с разрешения Комитета ралли.

## Участники

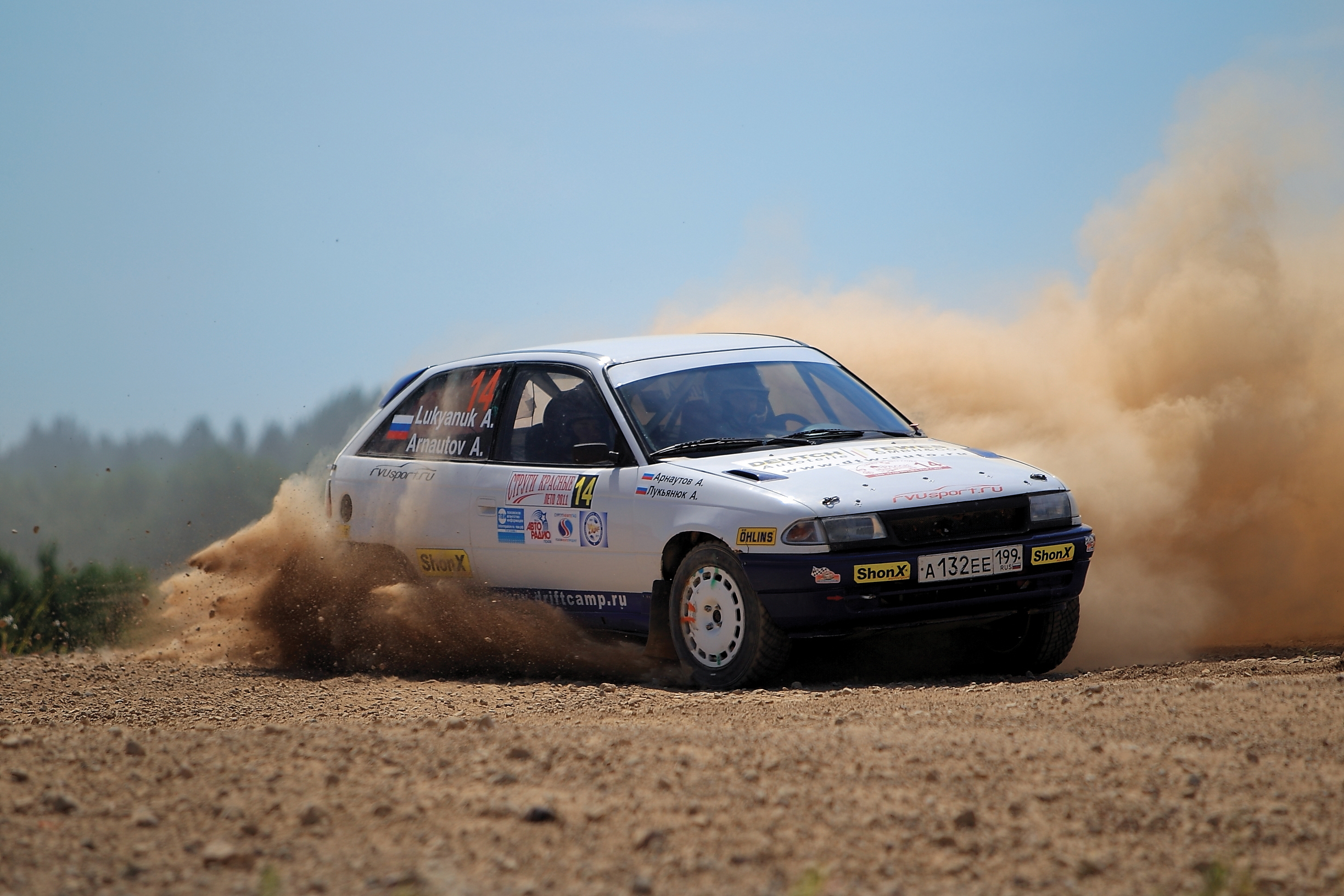
Обладатели Кубка России по ралли 2011 года в классе 2000Н

Участниками Кубка России являются юридические и физические лица, обладающие действующими Лицензиями Участников, выданными РАФ, и заявившие Водителей для участия в любом из этапов этого официального соревнования.
Участник несет ответственность за действия заявленных им Водителей, представителей и механиков, а также иных лиц, зарегистрированных Участником для обеспечения его участия в соревновании, наряду с этими лицами.
Оба Водителя экипажа, принимающего участие в Кубке должны обладать действующей Лицензией Водителя категории «Д», выданной РАФ, или, международной Лицензией, выданной любой ASN – членом FIA, но только при условии, что обладатель Лицензии является гражданином Российской Федерации.

## Автомобили
К участию в Кубке России допускаются автомобили группы Н, отвечающие требованиям Приложения 9 к КиТТ и Регламента
| Зачет      | Группа подготовки автомобилей | Макс. октановое число топлива |
| ---------- | --- | ----------------------------- |
| 1400Н      | 1400Н | 100                           |
| 1600Н      | 1600Н | 100                           |
| 2000Н      | 2000Н | 100                           |
| 4000Н      | 4000Н | 102                           |
| Абсолютный | Все вышеперечисленные автомобили Зачетных групп 1400Н, 1600Н, 2000Н, 4000Н и автомобили, подготовленные согласно техническим требованиям для класса N4 Приложения «J» к МСК ФИА. Экипажи, выступающие на автомобилях S2000 и R4 допускаются к участию в этапах без начисления очков в Кубок России. | -                             |

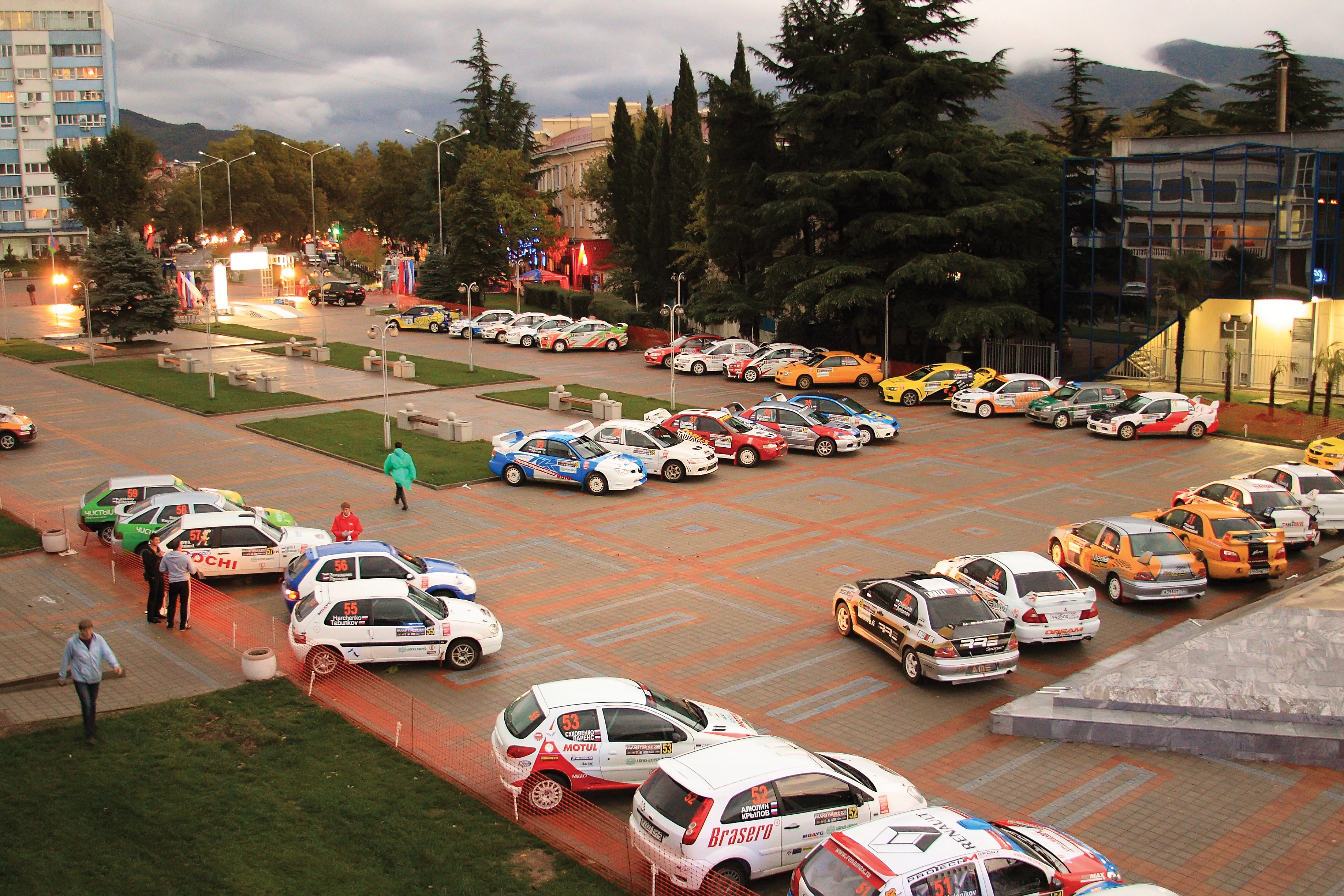
Финал Кубка России по ралли. Машины в "закрытом парке" перед стартом ралли Туапсе 2011.

Автомобили, в конструкции которых использовано что-либо из нижеперечисленного, выступают в следующему (по приведенному рабочему объему) Зачету:
- более 2-х дроссельных заслонок в системе впуска;
- с измененной кинематикой подвески (изменено место расположения точек крепления подвески к кузову и/или ширина кузова над передней и/или задней осями), за исключением требований п.п. 3.3.27 и 3.3.55 Приложения 9 к КиТТ 2012 года.
- секвентальная КПП
- диски (шины) максимальным диаметром больше, чем предусмотрено для данного Зачета.

Все автомобили должны иметь Спортивный технический паспорт установленного РАФ образца. Автомобили Экипажей, Водители которых не участвуют в Чемпионате или Кубке России могут иметь технические документы международного образца.
Автомобиль, впервые принимающий участие в этапе Чемпионата или Кубка, должен пройти углубленный технический осмотр по процедуре, согласованной с Техническим делегатом РАФ, о результатах которого делается отметка в Спортивном техническом паспорте.
Спортивный технический паспорт автомобиля передается Техническому комиссару этапа на предстартовых технических проверках каждого этапа и по окончании этапа возвращается Участнику. Невостребованные Участниками технические паспорта передаются в РАФ.
В случае схода автомобиль должен быть представлен Техническому комиссару или Техническому делегату РАФ для осмотра, о результатах которого должна быть сделана соответствующая отметка в Спортивном техническом паспорте автомобиля.
Организатор обязан зарегистрировать все автомобили, которые будут использоваться при ознакомлении с трассой, проведении сервиса, а также автомобиль представителя Участника, и выдать им соответствующие идентифицирующие таблички. Обслуживание экипажей не зарегистрированными автомобилями сервиса запрещается. Количество автомобилей сервиса на этапах официальных соревнований ограничивается одним или двумя (конкретное ограничение устанавливается Дополнительным регламентом этапа), а представительских автомобилей – одним на один заявленный экипаж.